# Aeonium voggenreiteri
Aeonium voggenreiteri är en fetbladsväxtart som beskrevs av A. Banares. Aeonium voggenreiteri ingår i släktet Aeonium och familjen fetbladsväxter. Inga underarter finns listade i Catalogue of Life.